# Гагрский муниципалитет
Га́грский муниципалитет (груз. გაგრის მუნიციპალიტეტი, абх. Гагра амуниципалитет; до 2006 года — Гагрский район) — административная единица в Грузии, формально входит в Абхазскую Автономную Республику. Административный центр — город Гагра.
Общая территория муниципалитета — 772 км². Расстояние от Гагры до российской границы — 25 км, до города Сухуми — 90 км. Гагрский муниципалитет имеет протяженность на Черноморском побережье 53 км.
Фактически на территории муниципалитета располагается Гагрский район Республики Абхазии.

## Населённые пункты
В районе находятся один город Гагра, четыре поселка городского типа: Пицунда, Гантиади, Колхида, Леселидзе, а также 44 села.

## Население
Численность населения Гагрского горсовета в 1989 году составляла 77 079 жителей, в том числе 29,7 % — армяне, 28,0 % — грузины, 24,2 % — русские, 9,1 % — абхазы, 3,8 % — украинцы, 1,2 % — греки.
После войны в Абхазии 1992—1993 годов перепись населения в Гагрском муниципалитете правительством Грузии не проводилась ввиду фактического занятия территории Республикой Абхазией — частично признанным государством.

## Природа
Горы и холмы занимают 80 % а низины 20 % территории муниципалитета. Главной орографической единицей является Гагрский хребет и его разветвления. Наивысшая точка — гора Агепста.

## Экономика и туризм
Муниципалитет отличается высоким рекреационным потенциалом. В 1921 году Гагра была объявлена курортом общегосударственного значения в СССР. Распад СССР и грузино-абхазская война отрицательно сказались на курортной индустрии.